# 파동군
파동군(巴東郡)은 후한말에 설치된 중국의 옛 군이다. 후한말부터 촉한까진 고릉군(固陵郡)으로 불렸다.

## 촉한
201년(후한 헌제 건안 6년),  유장이 영녕군에서 파동군을 분리신설했다. 유비의 입촉이후, 유비는 파동군 구윤, 어복, 한풍, 양거 4현, 그리고 의도군의 무, 북정 2현을 합하여 고릉군(固陵郡)을 두었다.
| 현명   | 한자   | 대략적 위치                                 | 비고 |
| ------ | ------ | ------------------------------------------- | --- |
| 어복현 | 魚復縣 | 충칭시 펑제현 백제진(白帝鎭) 백제성(白帝城) | 본래 어복현(魚復縣)이었으나 222년(촉한 소열제 장무 2년), 영안현(永安縣)으로 개명되었다.                                                                  |
| 구윤현 | 朐䏰縣 | 충칭시 윈양현 쌍강진(雙江鎭) 동             | |
| 남포현 | 南浦縣 | 충칭시 완저우구                             | 본래 216년(후한 헌제 건안 21년) 신설된 양거현(羊渠縣)이었다. 230년(촉한 후주 건흥 8년) 양거현에서 지금의 이름으로 개명되었다.                            |
| 한풍현 | 漢豐縣 | 충칭시 카이저우구                           | 216년 분리신설되었다. |
| 북정현 | 北井縣 | 충칭시 우산현 쌍룡진(雙龍鎭) 일대           | 209년(후한 헌제 건안 14년) 신설되었다. 신설되었을 무렵에는 의도군에 속했지만 216년 본군으로 편입되었다. 269년(서진 무제 태시 5년) 건평군으로 편입되었다. |

## 진
263년(촉한 후주 염흥 원년) 촉한이 위나라에 멸망하면서 위의 땅이 되었고, 265년 서진이 건국되면서 서진의 땅이 되었다. 267년(서진 무제 태시 3년) 양주가 신설되자 양주로 편입되었고, 북정현이 건평군으로 편입되었다. 서진대 파동군은 3현 6,500호를 거느렸다. 303년(서진 혜제 태안 2년) 익주로 소속이 바뀌었다. 347년(동진 목제 영화 3년) 환온이 성한을 멸망시킨 이후 형주로 편입되었다. 동진이후로는 무릉군, 의도군, 건평군, 천문군과 함께 군내에 거주하는 남만이 활발하게 활동했다.
| 현명   | 한자   | 비고                                                              |
| ------ | ------ | ----------------------------------------------------------------- |
| 어복현 | 魚復縣 | 280년(서진 무제 태강 원년) 영안현에서 지금의 이름으로 개명되었다. |
| 구윤현 | 朐䏰縣 |                                                                   |
| 남포현 | 南浦縣 |                                                                   |

## 송
7현 13,795호 45,237명을 거느렸다. 본군에서 형주의 치소인 강릉까지 수로로 1,300리, 수도인 건강까지 수운으로 4,680리였다. 유송 효무제 대명연간 이후 남만의 반란이 잦아지고, 지역 주민들이 이를 피해 객지로 이주하면서 군이 황폐화되었다. 유송은 이런 남만을 통제하기 위해 본군에 삼파교위(三巴校尉)라는 군관직이 잠시 설치되었다. 이 삼파교위는 파동군 뿐 아니라 파군, 건평군 지역까지 관할하며 그 지역의 남만을 통제했다. 이 삼파교위는 478년(유송 순제 승명 2년) 재설치되었다.
| 현명   | 한자   | 대략적 위치                                 | 민정       | 비고                                                 |
| ------ | ------ | ------------------------------------------- | ---------- | ---------------------------------------------------- |
| 어복현 | 魚復縣 | 충칭시 펑제현 백제진(白帝鎭) 백제성(白帝城) | 후상(候相) |                                                      |
| 구윤현 | 朐䏰縣 | 충칭시 윈양현 쌍강진(雙江鎭) 동             | 령(令)     |                                                      |
| 신포현 | 新浦縣 | 충칭시 카이저우구 태원향(太原鄕) 서남       | 령(令)     | 421년(유송 무제 영초 2년) 한풍현에서 분리신설되었다. |
| 남포현 | 南浦縣 | 충칭시 완저우구                             | 령(令)     |                                                      |
| 한풍현 | 漢豐縣 | 충칭시 카이저우구                           | 령(令)     |                                                      |
| 파거현 | 巴渠縣 | 충칭시 카이저우구 담가향(譚家鄕) 일대       | 령(令)     | 420년(유송 무제 영초 원년) 신설되었다.               |
| 민양현 | 黽陽縣 | 미상                                        | 령(令)     |                                                      |

## 남제
480년(남제 고제 건원 2년), 삼파교위의 관할지였던 파동군, 건평군, 파군이 파주(巴州)로 분리되었고, 파동군은 파주의 중심지가 되었다. 그래서 파주자사는 파동태수를 겸임하게 되었다. 그러나 483년(남제 무제 영명 원년) 파주가 폐지되고, 속군이 원래 소속으로 돌아가자 건평군과 함께 형주로 돌아왔다.
| 현명   | 한자   | 대략적 위치                                 | 비고 |
| ------ | ------ | ------------------------------------------- | ---- |
| 어복현 | 魚復縣 | 충칭시 펑제현 백제진(白帝鎭) 백제성(白帝城) |      |
| 구현   | 朐縣   |                                             |      |
| 남포현 | 南浦縣 | 충칭시 완저우구                             |      |
| 섭양현 | 聶陽縣 | 미상                                        |      |
| 파거현 | 巴渠縣 | 충칭시 카이저우구 담가향(譚家鄕) 일대       |      |
| 신포현 | 新浦縣 | 충칭시 카이저우구 태원향(太原鄕) 서남       |      |
| 한풍현 | 漢豐縣 | 충칭시 카이저우구                           |      |

## 양
523년(양 무제 보통 4년) 신주(信州)로 분리되었고, 치소인 어복현이 이 시기 인복현(人復縣)으로 개명되었다. 552년(양 원제 승성 원년), 익주자사 무릉왕 소기가 파촉에 근거하여 반란을 일으키고, 이를 틈타 위지형이 지휘하는 서위의 군대가 파촉을 침공했다. 이로 인해 파촉의 전역이 서위에 편입되면서 파동군 또한 서위의 땅으로 편입되었다.

## 서위, 북주, 수
555년(서위 공제 2년) 남만 수령 향오자왕(向五子王)이 신주, 파동군의 중심지인 백제성을 공격했다. 향오자왕은 이후 무성 연간(559~560)에 다시 백제성을 공격하여 개부 양장화를 살해하고 파동군을 포함한 신주 전역을 정복했다. 북주는 그를 완전히 제압하는데 어려움을 겪다가 566년(북주 무제 천화 원년) 무렵에 그를 격파하고 신주를 다시 설치했다. 이 때 유비의 옛 궁성이 있던 땅 남쪽에 새로 성을 쌓고, 그곳에 신주를 두면서 치소가 옮겨졌다. 그리고 무현, 신릉, 자귀 등 협곡내 군사적 요충지와 가까웠기 때문에 본주에 총관부가 설치되었다.581년(수 문제 개황 원년), 수나라가 군현제를 폐지하면서 파동군은 신주에 통폐합되었다. 607년(수 양제 대업 3년) 군현제가 재실시되면서 신주총관부가 폐지되고 파동군이 재설치되었다. 파동군은 14현 21,370호를 거느렸다. 그리고 부릉군동쪽, 검안군 근교 일대 많은 주군현을 흡수하면서 충칭시 중동부, 남동쪽 돌출부지역의 일부, 구이저우성 퉁런시인근까지 군역이 크게 확장되었다.
| 현명   | 한자   | 대략적 위치                                                                     | 비고 |
| ------ | ------ | ------------------------------------------------------------------------------- | --- |
| 인복현 | 人復縣 | 충칭시 펑제현 신성향(新城鄕) 동남 → 충칭시 펑제현 백제진(白帝鎭) 백제촌(白帝村) | 566년 향오자왕을 토벌한 뒤, 신성향 동남쪽에 치소를 두었지만, 578년(북주 무제 선정 원년) 본래 치소인 백제성 일대로 옮겨졌다. 현내에 염정(鹽井), 백염산(白鹽山)이 있었다.                                                                            |
| 운안현 | 雲安縣 | 충칭시 윈양현 운양진(雲陽鎭) 서북                                               | 561년(북주 무제 보정 원년) 구윤현(朐䏰縣)이 지금의 이름으로 개명되었다. |
| 남포현 | 南浦縣 | 충칭시 완저우구                                                                 | 557년(북주 명제 2년) 안향군(安鄉郡)으로 분리되면서 안향현(安鄉縣)으로 개명되었다. 그리고 안향군이 만천군(萬川郡)으로 개명되었다. 수나라 때 신주에 만천군이 통폐합되면서 본주의 속현이 되었다. 598년(수 문제 개황 18년) 지금의 이름으로 개명되었다. |
| 양산현 | 梁山縣 |                                                                                 | 서위 때 설치되었다. 현내에 고량산(高梁山)이 있었다. |
| 대창현 | 大昌縣 | 충칭시 우산현 대창진(大昌鎭)                                                    | 북주때 세워진 영창군(永昌郡)이 폐지되며 북정현이 통폐합되었다. |
| 무산현 | 巫山縣 | 충칭시 우산현                                                                   | 581년, 신주의 속군이었던 건평군이 통폐합되면서 본주에 내속되었다. 무산(巫山)이 있었다. |
| 자귀현 | 秭歸縣 | 이창시 쯔구이현 귀주진(歸州鎭) 서북                                             | 581년 자귀군(秭歸郡)이 폐지되면서 본주로 내속되었고, 장녕현에서 지금의 이름으로 바뀌었다. |
| 파동현 | 巴東縣 | 언스시 바둥현 구현평촌(舊縣坪村)                                                | 본래 귀향현(貴鄕縣)으로, 양나라 때 신릉군에 속했다. 북주 때 신릉군이 폐지되며 본군의 속현으로 편입되었고, 낙향현(樂鄉縣)으로 개명되었다. 개황 말에 지금의 이름으로 바뀌었다. 현내에 무협(巫峽) 이 있었다.                                          |
| 신포현 | 新浦縣 | 충칭시 카이저우구 태원향(太原鄕) 서남                                           | 581년 주안군(周安郡)이 폐지되면서 본군으로 내속되었다. 611년(수 양제 대업 7년) 치소가 태원향 동남쪽에 있던 송현치소로 옮겨졌다. |
| 성산현 | 盛山縣 | 충칭시 카이저우구                                                               | 서위 때 한풍현(漢豐縣)이 영녕현(永寧縣)으로 개명되었다. 598년 영녕현에서 지금의 이름으로 개명되었다. |
| 임강현 | 臨江縣 | 충칭시 중현                                                                     | 557년 양나라 때 설치된 임강군(臨江郡)이 임주(臨州)로 승격되었다. 581년 임강군이 폐지되고, 607년 임주가 폐지되면서 본군으로 내속되었다. 현내에 평도산(平都山), 팽계(彭溪)가 있었다.                                                                 |
| 무녕현 | 武寧縣 | 충칭시 완저우구 무릉진(武陵鎭)                                                  | 561년 북주가 남주(南州), 남도군(南都郡), 원양현(源陽縣)을 동시에 같은 곳에 두었다. 후에 남도군은 회덕군(懷德郡), 원양현은 575년에 무녕현(武寧縣)으로 개명되었다. 581년 남주, 회덕군이 신주에 통폐합되면서 본군으로 내속되었다.                     |
| 석성현 | 石城縣 |                                                                                 | 581년 용주(庸州)로 분리되었으나, 607년 파동군에 용주가 통폐합되면서 본군의 속현으로 내속되었다. |
| 무천현 | 務川縣 | 퉁런시 옌허 투자족 자치현 화평가도(和平街道) 오강(烏江) 동안                    | 599년(수 문제 개황 9년)신설되었다. |

1. ↑  《삼국지》 32권 촉서 제 2 선주전
2. 1 2 3  《화양국지》 1권 파지 파동군 남포현
3. 1 2 3 4  《송서》 37권 지 제27 주군지 3 형주 파동공상
4. ↑  《진서》 14권 지 제4 지리지 上
5. 1 2  《송서》 97권 열전 제57 이만열전 형주만
6. 1 2  《남제서》 15권 지 제7 주군지 下 파주 파동군
7. ↑  《양서》 5권 본기 제5 원제
8. 1 2  《수서》 29권 지 제24 지리지 上 양주 파동군
9. ↑  《주서》 49권 열전 제41 이역열전 上 만